# Орден «Дустлик»
Орден «Дустлик» — государственная награда Республики Узбекистан. Этот орден был учрежден по инициативе руководителя государства Ислама Каримова на состоявшейся 5-6 мая 1994 года сессии парламента Республики Узбекистан.
Орденом «Дустлик» (в переводе с узбекского «дружба») награждаются лица за достижения в работе по укреплению дружбы, братства и взаимного согласия между представителями всех наций и народностей, вклад в развитие дружбы и сотрудничества между народами Узбекистана.

## Положение
1. Орденом «Дустлик» награждаются граждане Республики Узбекистан за большие достижения в деле укрепления дружбы, взаимопонимания и согласия между представителями всех наций и народностей, населяющих Узбекистан, развитие дружбы и всестороннего сотрудничества народа Узбекистана с народами других стран. Орденом «Дустлик» могут награждаться и лица, не являющиеся гражданами Узбекистана.
2. Орденом «Дустлик» награждает Президент Республики Узбекистан. Указ о награждении орденом публикуется в печати и других средствах массовой информации. Награждение Президента Республики Узбекистан орденом «Дустлик» производится Олий Мажлисом Республики Узбекистан.
3. Награждение орденом «Дустлик» производится по представлению Кабинета Министров Республики Узбекистан, Председателя Конституционного суда Республики Узбекистан, Председателя Верховного суда Республики Узбекистан. Председателя Высшего хозяйственного суда Республики Узбекистан. Генерального прокурора Республики Узбекистан, Председателя Жокаргы Кенеса Республики Каракалпакстан, хокимов областей и города Ташкента, руководителей министерств, государственных комитетов и ведомств, общественных объединений в лице их республиканских органов.
4. Вручение ордена «Дустлик» и соответствующего документа о награждении производится в обстановке торжественности и широкой гласности Президентом Республики Узбекистан или от его имени Спикером Законодательной палаты Олий Мажлиса Республики Узбекистан, Председателем Сената Олий Мажлиса Республики Узбекистан, Премьер-министром Республики Узбекистан.
5. Лица, награждённые орденом «Дустлик» получают единовременное денежное вознаграждение в размере тридцатикратной минимальной заработной платы. Лица, награждённые орденом «Дустлик», пользуются льготами, устанавливаемыми законодательством.
6. Орден «Дустлик» носится на левой стороне груди.
7. При посмертном награждении орденом «Дустлик» орден, документ о награждении и единовременное денежное вознаграждение вручаются семье награждённого.

## Описание ордена
Орден «Дустлик» изготавливается из томпака, покрытого золотом толщиной 1 микрон, и имеет форму двойной, различных размеров, с общим центром, наложенной друг на друга восьмиконечной звезды. Промежуток между большей и меньшей звездами заполнен голубой эмалью. Между углами звезды расположены пучками расходящиеся золотые лучи, окончания которых закруглены. Расстояние между противоположными концами большей звезды 47 миллиметров, расстояние между противоположными концами меньшей — 41 миллиметр.
В центре ордена, в окружности диаметром 12 миллиметров, на белом серебристом фоне, позолоченными фрагментами рук, изображено символическое рукопожатие. Вокруг, на фоне, выполненном голубой эмалью, располагаются 12 серебристых звезд, символизирующих 12 человеческих добродетелей. Диаметр окружности, на плоскости которой располагаются звезды, — 24 миллиметра. Вокруг всего изображения располагается ободок, вверху которого, красной эмалью, надпись «DOʻSTLIK», а в нижней части — позолоченные лавровые ветви. Диаметр ободка 33 миллиметра. На оборотной стороне, в нижней части, нанесен номер ордена вогнутым шрифтом размером 1 миллиметр.
Орден с помощью ушка и кольца соединяется с колодкой, которая покрыта муаровой лентой голубого, зеленого, желтого, красного цветов, с одинаковой шириной цветовых полос и белыми просветами между ними.